# Список эпизодов телесериала «Все ненавидят Криса»

## Сезон 1
| #  | №  | Серия                             | Дата выхода      | Описание серии |
| -- | -- | --------------------------------- | ---------------- | --- |
| 1  | 1  | «Everybody Hates the Pilot»       | 22 сентября 2005 | Семья Криса переезжает в Бруклин, а сам Крис знакомится с обитателями новой школы. |
| 2  | 2  | «Everybody Hates Keisha»          | 29 сентября 2005 | Крис пытается встречаться со своей соседкой - Кейшей (Катей). |
| 3  | 3  | «Everybody Hates Basketball»      | 6 октября 2005   | Чтобы стать популярным и завести нужных друзей, Крис решает заняться баскетболом. |
| 4  | 4  | «Everybody Hates Sausage»         | 13 октября 2005  | Когда отец Криса обнаруживает, что в доме нет мяса, он решает купить оптовую партию сосисок. Тем временем, у Криса возникли проблемы - благодаря его школьному врагу, Джою Карузо (Joy Caruso), он вынужден оставаться в школе после уроков.     |
| 5  | 5  | «Everybody Hates Fat Mike»        | 20 октября 2005  | У отца Криса появляется масса свободного времени - на его работе забастовка. Крис знакомится с уличной бандой и пытается найти парня, которому дал прокатиться на своем велосипеде.                                                              |
| 6  | 6  | «Everybody Hates Halloween»       | 27 октября 2005  | Брата Криса пригласили на вечеринку по случаю Хэллоуина, но он не хочет туда идти. В отличие от самого Криса, которому очень хочется туда попасть, но для этого он должен присмотреть за братом и сестрой, пока те играют в "Конфеты или жизнь". |
| 7  | 7  | «Everybody Hates the Babysitter»  | 3 ноября 2005    | Родители Криса идут в ресторан, а за детьми просят присмотреть сиделку. В итоге за детьми присматривает Крис. |
| 8  | 8  | «Everybody Hates the Laundromat»  | 10 ноября 2005   | Мать Криса хочет купить телевизор по акции, а Крис должен идти в прачечную со своими братом и сестрой. |
| 9  | 9  | «Everybody Hates Food Stamps»     | 17 ноября 2005   | Отец Криса достает талоны на продукты, мать Криса вынуждена скрывать это, так как ей не нравится покупать "не брендовые" продукты. В то же время Крис и его друг Грэг (Гришаня) выбирают тему для своего научного проекта.                       |
| 10 | 10 | «Everybody Hates Greg»            | 24 ноября 2005   | Грэг приглашает Криса к себе в гости, поиграть в видеоигры. Мать и отец Криса проводят время вместе. А сестра Криса хочет научиться готовить горячий шоколад.                                                                                    |
| 11 | 11 | «Everybody Hates Christmas»       | 15 декабря 2005  | Крис хочет получить на Рождество кассетный плеер и принимает участие в сборе еды для бедных. А сестра Криса больше не верит в Санта-Клауса. |
| 12 | 12 | «Everybody Hates a Part Time Job» | 6 января 2006    | Крис хочет купить кожаную куртку, для этого он решает поработать с отцом. Тем временем брат и сестра Криса играют в игру "А вам слабо?" |
| 13 | 13 | «Everybody Hates Picture Day»     | 2 февраля 2006   | Крис решает, что ему надеть для школьной фотографии. Мать Криса начинает заниматься сетевым маркетингом. |
| 14 | 14 | «Everybody Hates Valentine's Day» | 9 февраля 2006   | В школе готовятся к празднованию Дня Святого Валентина. Брат Криса пользуется дикой популярностью у девушек, это, в свою очередь, сильно раздражает его мать.                                                                                    |
| 15 | 15 | «Everybody Hates the Lottery»     | 16 февраля 2006  | Отец и мать Криса заключают договор: не играть в лотерею и не есть конфеты. Тем временем Крис должен подтвердить свой статус лучшего игрока в "Астероиды".                                                                                       |
| 16 | 16 | «Everybody Hates the Gout»        | 2 марта 2006     | Крис получил плохую оценку в школе и боится сказать об этом матери. Отец Криса вынужден стать вегетарианцем из-за разыгравшегося у него ревматизма.                                                                                              |
| 17 | 17 | «Everybody Hates Funerals»        | 23 марта 2006    | Дедушка Криса внезапно умирает. Мать Криса пытается сделать вид, что все в порядке, а сам Крис убеждается в обратном. |
| 18 | 18 | «Everybody Hates Corleone»        | 13 апреля 2006   | Крису надоело учиться в школе, он хочет быть отчисленным во что бы то ни стало. Отец Криса устраивается на новую работу, что приводит к упрёкам со стороны остальных домочадцев.                                                                 |
| 19 | 19 | «Everybody Hates Drew»            | 20 апреля 2006   | Брат Криса, Дрю (Андрей), знает карате, но понаслышке. Крис решает изучить знаменитое боевое искусство, чтобы хоть в чём-то стать лучше брата. Мать Криса ведёт свою дочь в парикмахерскую, чтобы сделать модную причёску.                       |
| 20 | 20 | «Everybody Hates Playboy»         | 27 апреля 2006   | Когда обеденный стол окончательно разболтался, Крис отправился искать суперклей в инструментах отца. Там же он обнаруживает журнал "Playboy" и приносит его в школу.                                                                             |
| 21 | 21 | «Everybody Hates Jail»            | 4 мая 2006       | Класс Криса готовится к поездке в крупный город. Для этого ученикам нужно продать печенье. Крис находит весьма оригинальный способ продажи, но это приводит к весьма неприятным последствиям.                                                    |
| 22 | 22 | «Everybody Hates Father's Day»    | 28 мая 2006      | Отец Криса мечтал побыть в одиночестве на День Отца. А Крис хочет подарить папе действительно полезный подарок. |

## Сезон 2
| #  | №  | Серия                                 | Дата выхода     | Описание серии |
| -- | -- | ------------------------------------- | --------------- | --- |
| 23 | 1  | «Everybody Hates Rejection»           | 1 октября 2006  | 1984 год. Когда соседка Криса, Кейша (Катерина) уезжает со всей семьей в Калифорнию, Крис решает понизить планку и начинает встречаться с другой девушкой. Мать Криса возглавляет отряд народных дружинников, что не нравится новой соседке Луис (Луиза) В то же время Дрю (Андрей) записывается в регулировщики. |
| 24 | 2  | «Everybody Hates the Class President» | 8 октября 2006  | Когда Крис окончательно устал от постоянных издевательств над ним со стороны одноклассников, он решил стать старостой класса. В это же время отец Криса постоянно жалуется на стресс, а сестра Криса, Тония (Тоня) хочет научиться знаменитой «Лунной походке» Майкла Джексона.                                   |
| 25 | 3  | «Everybody Hates Elections»           | 16 октября 2006 | Предвыборная гонка в самом разгаре, теперь Крису предстоит написать речь. Мать Криса, Рошель (Роксана Бабаяновна) сдает верхние комнаты гробовщику, поведение которого более, чем странное. В то же время Дрю находит деньги и решает купить что-нибудь полезное.                                                 |
| 26 | 4  | «Everybody Hates a Liar»              | 23 октября 2006 | После того, как Крис помог своей новой соседке Таше (Наталье), повсюду стали распространяться весьма сомнительные сплетни. Крис должен что-то предпринять, чтобы не стало ещё хуже. А тем временем, отец Криса, Джулиус (Юрий) собирает товарные марки, чтобы купить новый холодильник…                           |
| 27 | 5  | «Everybody Hates Malvo»               | 30 октября 2006 | Крис впервые получил возможность встать за кассу в магазине Дока (Гаврилы), но в тот же миг его ограбили. Юрий в это же время приносит домой видеомагнитофон |
| 28 | 6  | «Everybody Hates the Buddy System»    | 6 ноября 2006   | В школе появился новый директор. У него появляется весьма странная идея относительно Криса и его заклятого врага, Карузо. Брат Криса просит купить ему майку известного хоккеиста за хорошие результаты тестирования.                                                                                             |
| 29 | 7  | «Everybody Hates Promises»            | 13 ноября 2006  | Когда Крис давал обещания на предвыборной агитации в школе, он не знал, как далеко все это может зайти. А в это время в семью приезжает родственник Криса, Майкл (дядя Миша), которого выгнали из дома. |
| 30 | 8  | «Everybody Hates Thanksgiving»        | 20 ноября 2006  | Крису поручено приготовить второе по важности блюдо на День Благодарения. Беда в том, что до этого он никогда этого не делал. Плюс ко всему, Крису просто необходимо написать сочинение о том, за что он благодарен своим родителям.                                                                              |
| 31 | 9  | «Everybody Hates Superstition»        | 27 ноября 2006  | В семье Криса все верили в приметы. Все, кроме Криса. Пока однажды отец не дал ему свои «счастливые носки». |
| 32 | 10 | «Everybody Hates Kris»                | 11 декабря 2006 | На Рождество Крису ни в коем случае нельзя заболеть, ведь он хочет выкупить подарки из ломбарда для своей семьи. Как назло, по округе гуляет эпидемия гриппа… |
| 33 | 11 | «Everybody Hates Eggs»                | 22 января 2007  | 1985 год. Обычное школьное задание, в котором дети должны следить за куриным яйцом, с самого начала обернулось не в пользу Криса. |
| 34 | 12 | «Everybody Hates Hall Monitors»       | 29 января 2007  | Крис решает стать дежурным по школе, в то время как его мать постоянно жалуется по поводу своей работы. |
| 35 | 13 | «Everybody Hates Snow Day»            | 5 февраля 2007  | Во время непогоды в городе закрыли все школы. Крис узнает об этом, когда уже приезжает на занятия. В это же самое время Рошель(Роксана) застряла в метро с грабителем. |
| 36 | 14 | «Everybody Hates the Substitute»      | 12 февраля 2007 | Школьная учительница Криса уехала в Африку, поэтому её заменяют все, кому не лень. Однажды на замену пришёл учитель, который вначале очень понравился Крису… |
| 37 | 15 | «Everybody Hates Cutting School»      | 19 февраля 2007 | Крис очень любил смотреть кино. Он никогда не пропускал новинок, но когда речь зашла о фильме, который скоро выйдет на экраны, Грэг подбивает Криса пойти в кинотеатр и прогулять школу. |
| 38 | 16 | «Everybody Hates Chain Snatching»     | 26 февраля 2007 | В то время как Крис попадает в неприятную историю с золотыми цепочками, его мать очень недовольна тем, что её муж завёл себе кредитную карту, о которой никто не знал. |
| 39 | 17 | «Everybody Hates DJs»                 | 19 марта 2007   | Ввиду повального увлечения музыкой Крису предлагают сыграть на вечеринке в качестве диджея. Брат Криса хочет стать фокусником, а отец Криса почему-то боится кроликов, что приводит к весьма проблемной ситуации.                                                                                                 |
| 40 | 18 | «Everybody Hates Baseball»            | 26 марта 2007   | Отец Криса получает бесплатные билеты на бейсбол. Сестра Криса подсела на фан-клубы, а сам Крис хочет пойти на свидание в кино. |
| 41 | 19 | «Everybody Hates Gambling»            | 23 апреля 2007  | Крис спорит со своим работодателем, что его команда победит. Брат Криса спорит с сестрой, что он повторно выиграет в игре, а мать Криса недовольна тем, что все в доме играют в азартные игры. |
| 42 | 20 | «Everybody Hates Dirty Jokes»         | 30 апреля 2007  | Родня Криса, как и он сам, очень любили смотреть юмористические передачи. Правда, взрослым больше нравились шутки «ниже пояса». Однажды Крису тоже захотелось послушать «запрещённый» юмор втайне от всех. Тем временем к Роксане приехала её мама…                                                               |
| 43 | 21 | «Everybody Hates Math»                | 7 мая 2007      | Крису просто необходимо улучшить свои результаты по математике, чтобы его класс победил на соревнованиях. Андрей случайно сломал кресло отца, а Тоня умело этим воспользовалась. |
| 44 | 22 | «Everybody Hates the Last Day»        | 14 мая 2007     | В школе скоро начнутся каникулы, Крис мечтает отомстить своему заклятому врагу, а Дрю(Андрей) готовится к выпускному. |

## Сезон 3
| #  | №  | Серия                                     | Дата выхода     | Описание серии |
| -- | -- | ----------------------------------------- | --------------- | --- |
| 45 | 1  | «Everybody Hates the Guidance Counselor»  | 1 октября 2007  | Крис переходит в старшие классы, но испытывает трудности в связи с результатами проверки знаний. Отец Криса, тем временем, собирается купить новую одежду.                                       |
| 46 | 2  | «Everybody Hates Caruso»                  | 8 октября 2007  | Заклятый враг Криса побеждён, а отец Криса не может жить без работы, из-за чего однажды чуть не попадается.                                                                                      |
| 47 | 3  | «Everybody Hates Driving»                 | 15 октября 2007 | Джулиус (Юрий) доверяет Крису переставить его машину, а в это время мать Криса обязана выплатить штраф за превышение скорости.                                                                   |
| 48 | 4  | «Everybody Hates Blackie»                 | 22 октября 2007 | После ограбления квартиры мать и отец Криса решают завести собаку, но при условии, что Крис будет сам за ней следить.                                                                            |
| 49 | 5  | «Everybody Hates the Bachelor Pad»        | 29 октября 2007 | Родители Криса подхватили грипп, поэтому их сыну пришлось переехать к соседу-гробовщику. |
| 50 | 6  | «Everybody Hates Bed-Stuy»                | 5 ноября 2007   | Чтобы хоть чем-нибудь заполнить школьный альбом, Крис идет волонтёром в школьную газету. |
| 51 | 7  | «Everybody Hates Houseguests»             | 12 ноября 2007  | Грэг переезжает на время к Крису, а отец Криса устроился на третью работу. |
| 52 | 8  | «Everybody Hates Minimum Wage»            | 19 ноября 2007  | 1986 год. Крис работает в продуктовом магазине третий год, мать Криса пригласили моделью в конкурс парикмахеров, а Грэг никак не может заговорить с девушкой.                                    |
| 53 | 9  | «Everybody Hates the New Kid»             | 26 ноября 2007  | В школе появляется второй чернокожий парень, а мать Криса получила чек о возврате по налогам, поэтому купила себе диван.                                                                         |
| 54 | 10 | «Everybody Hates Kwanzaa»                 | 10 декабря 2007 | На рождественские каникулы Крис получил задание: отдать долг обществу. Отец Криса не любит украшать дом на Рождество, поэтому находит альтернативную замену празднику.                           |
| 55 | 11 | «Everybody Hates the Port Authority»      | 2 марта 2008    | Близится поездка на юга, выбор падает на автобусное сообщение. Крис проигрывает часть денег карточным шулерам, а всё семейство узнает, что мать Криса обладает весьма полезным навыком.          |
| 56 | 12 | «Everybody Hates Bad Boys»                | 9 марта 2008    | Крис хочет перейти на новый уровень отношений с Наташей, тем временем отцу Криса в качестве премии дали приглашение в ресторан.                                                                  |
| 57 | 13 | «Everybody Hates the First Kiss»          | 16 марта 2008   | Мать Криса случайно встретила старого знакомого в ресторане, а Крис хочет сыграть в «бутылочку», чтобы стать ближе к Наташе.                                                                     |
| 58 | 14 | «Everybody Hates Easter»                  | 23 марта 2008   | Близится пасхальный конкурс, а это – хороший шанс для Криса, чтобы улучшить отношения с Наташей. Мать Криса выбирает пасхальную шляпу, превращая весь процесс в достаточно утомительное занятие. |
| 59 | 15 | « Everybody Hates Gretzky »               | 30 марта 2008   | Брату Криса захотелось получить автограф знаменитого спортсмена, поэтому он поехал в отель на встречу вместо школы.                                                                              |
| 60 | 16 | « Everybody Hates the BFD »               | 6 апреля 2008   | Чтобы сходить на концерт любимой группы, Крис решает получить ритуальную стипендию. В это время Рошель (Роксана) вывихнула плечо.                                                                |
| 61 | 17 | « Everybody Hates Ex-Cons »               | 13 апреля 2008  | Крис должен помочь местному преступнику поступить в школу. А отец Криса вступает в спор с сыном о том, чья спортивная команда лучше.                                                             |
| 62 | 18 | « Everybody Hates Earth Day »             | 20 апреля 2008  | На День Земли Крис решает собрать мусор и отправить его в переработку. Для этого ему просто необходим грузовик отца. А мать Криса пообещала всей семье, что она перестанет ругаться.             |
| 63 | 19 | « Everybody Hates Being Cool »            | 27 апреля 2008  | Во время генеральной уборки мать Криса обнаруживает старое пальто, которое, как она думала, было давно выброшено. Тем временем, Крис учится быть крутым.                                         |
| 64 | 20 | « Everybody Hates the Ninth-Grade Dance » | 4 мая 2008      | В школе близится выпускной вечер. Грэг решает пойти на танцы, а Крис в замешательстве. Тоня хочет заниматься балетом, а дальний родственник Криса решает открыть автосалон.                      |
| 65 | 21 | «Everybody Hates Mother's Day»            | 11 мая 2008     | На день Матери Крис решает купить своей маме подарок, о котором она так долго мечтала. |
| 66 | 22 | «Everybody Hates Graduation»              | 18 мая 2008     | Грэг собирается уходить в другую школу, как и Крис. Дальний родственник Криса хочет продавать кассеты, а сестра Криса продает билеты на своё выступление.                                        |

## Сезон 4
| #  | №  | Серия                                   | Дата выхода     | Описание серии |
| -- | -- | --------------------------------------- | --------------- | --- |
| 67 | 1  | « Everybody Hates Tattaglia »           | 3 октября 2008  | В 1986 году Крис сменил колледж и теперь учится в новом месте. Мать Криса стала экспериментировать с прическами, а брат Криса ищет себе работу. |
| 68 | 2  | «Everybody Hates Cake»                  | 10 октября 2008 | Крис начинает ходить на занятия по домашней кулинарии. там он знакомится с весьма странным парнем. Рошель (Роксана) знакомится с Пелагеей - матерью соседки Криса, Наташи. А квартиросъемщик-гробовщик просит Дрю( Андрея) и Тоню, чтобы те присмотрели за рыбками. Все бы ничего, но есть одно условие - ничего не трогать. |
| 69 | 3  | « Everybody Hates Homecoming »          | 17 октября 2008 | В школе собираются провести танцы. Крис не хочет идти, но затем резко меняет решение, когда на горизонте появляется симпатичная девушка. Единственное условие - познакомиться с родителями будущей партнерши по танцам. |
| 70 | 4  | « Everybody Hates the English Teacher » | 24 октября 2008 | Учительница по английской литературе очень не нравится Крису. Первое домашнее задание вводит всех в шок, а Крис придумывает, как все упростить. Тем временем решение отца Криса повысить аренду их квартиросъемщику оборачивается визитом сотрудника домоуправления.                                                         |
| 71 | 5  | « Everybody Hates My Man »              | 31 октября 2008 | Лучший игрок школьной команды просит Криса написать задание по истории, разумеется, не за просто так. В то же время сосед-квартиросъёмщик предлагает отцу Криса поработать у него в конторе. |
| 72 | 6  | « Everybody Hates Doc's »               | 7 ноября 2008   | На работе у Криса возникают проблемы с новым начальством. Тем временем сестра Криса узнает новый способ привлечения внимания от своей подруги, после чего хочет опробовать все это на себе. |
| 73 | 7  | « Everybody Hates Snitches »            | 14 ноября 2008  | В 1986 году всем нравились фильмы про карате. Крису хочется пойти на ночной сеанс, но для этого ему надол очень сильно постараться. А тем временем родители Криса хотят красиво провести годовщину их совместной жизни. |
| 74 | 8  | « Everybody Hates Big Bird »            | 21 ноября 2008  | Крис встречается с несимпатичной девушкой. Отец Криса и его друзья заключают пари с подругамиРошель(Роксаны) о том, чья команда победит. |
| 75 | 9  | « Everybody Hates James »               | 28 ноября 2008  | Директор школы записывает всех членов школьной команды на общественные работы. Крису достается присмотр за трудным подростком, в то же время семья Криса покупает автоответчик. |
| 76 | 10 | «Everybody Hates New Year's Eve»        | 12 декабря 2008 | Приближается Новый Год. Крис собирается в центр города, беда в том, что просто так его никто туда не пустит. В это же время отец Криса становится звездой почти всех местных телеканалов. |
| 77 | 11 | « Everybody Hates Mr. Levine »          | 9 января 2009   | В Бруклине отключили электричество. По случайности, Крис знакомится со странным человеком, который много чего знает о районе, но почти никогда не выходит на улицу. Мать Криса вовсю молодится, что многим не нравится. |
| 78 | 12 | « Everybody Hates Fake IDs »            | 16 января 2009  | Когда в музыке появились первые бит-боксёры, Крис очень заинтересовался этим новым течением. Чтобы пойти на концерт, Грэг и Крис решают подделать документы. В то же время отец Криса не хочет участвовать в сюрприз-вечеринке, потому что не любит праздновать день рождения.                                               |
| 79 | 13 | « Everybody Hates Varsity Jackets »     | 23 января 2009  | Главной мечтой Криса в 1987 году была куртка спортивной команды. Брат Криса участвует в конкурсе молодёжных клипов, а мать Криса решает сесть на диету. |
| 80 | 14 | « Everybody Hates PSATs »               | 30 января 2009  | Близится экзамен по выявлению потенциальных способностей учащихся. Крис решает схитрить, но это идет вразрез с планами матери Криса. Она очень хочет произвести впечатление на потенциальных друзей из высшего общества. |
| 81 | 15 | « Everybody Hates Boxing »              | 6 февраля 2009  | По совету учителя Крис записывается в секцию бокса. Отец Криса знакомится с легкомысленной соседкой и не понимает, откуда появляются такие большие счета за телефон. |
| 82 | 16 | « Everybody Hates Lasagna »             | 13 марта 2009   | У Криса возникли проблемы с наркотиками, сестру Криса не пускают на вечеринку к подружке, а Рошель ( Роксана) ликвидирует собственную компьютерную безграмотность. |
| 83 | 17 | «Everybody Hates Spring Break»          | 20 марта 2009   | Начинаются весенние каникулы. Крис случайно сбивает своего друга на машине, которая принадлежит школьному уборщику. Мать Криса не может поехать со всей семьёй на отдых. Однако, поездка омрачена плохой погодой. |
| 84 | 18 | « Everybody Hates the Car »             | 27 марта 2009   | Крис получает водительские права и мечтает о машине. Сестра Криса случайно обнаруживает пачку сигарет, а брат Криса не может расстаться со странной шариковой ручкой. |
| 85 | 19 | « Everybody Hates Back Talk »           | 3 апреля 2009   | Крис обиделся на свою мать за то, что ему приходится делать все домашние дела. Тем временем гробовщик-квартиросъемщик думает, что скоро умрет. |
| 86 | 20 | «Everybody Hates Tasha»                 | 24 апреля 2009  | После нескольких месяцев дружбы Крис хочет предложить Наташе встречаться. В это же время Рошель ( Роксана) узнает неприятную правду про своего мужа. |
| 87 | 21 | « Everybody Hates Bomb Threats »        | 1 мая 2009      | В последнюю неделю обучения учитель задаёт Крису выучить речь Фиделя Кастро. Рошель( Роксане) кажется, что её сглазила клиент парикмахерской. Тем временем брат и сестра Криса подхватили грипп. |
| 88 | 22 | « Everybody Hates the G.E.D.»           | 8 мая 2009      | Сестра Криса не хочет идти в колледж, брат Криса хочет выступить в программе талантов, а сам Крис попал в весьма неприятную ситуацию - его грозят оставить на второй год за опоздания на занятия. |